# Daniele Danesin
Daniele Danesin (Como, 7 de diciembre de 1985) es un deportista italiano que compitió en remo.
Ganó cinco medallas en el Campeonato Mundial de Remo entre los años 2005 y 2011, y una medalla de oro en el Campeonato Europeo de Remo de 2011.

## Palmarés internacional
| Campeonato Mundial | Campeonato Mundial   | Campeonato Mundial | Campeonato Mundial        |
| Año                | Lugar                | Medalla            | Prueba                    |
| ------------------ | -------------------- | ------------------ | ------------------------- |
| 2005               | Kaizu (Japón)        | Medalla de oro     | Ocho con timonel ligero   |
| 2006               | Eton (Reino Unido)   | Medalla de oro     | Cuatro scull ligero       |
| 2007               | Múnich (Alemania)    | Medalla de oro     | Cuatro scull ligero       |
| 2008               | Ottensheim (Austria) | Medalla de oro     | Cuatro scull ligero       |
| 2011               | Bled (Eslovenia)     | Medalla de plata   | Cuatro sin timonel ligero |
| Campeonato Europeo |                      |                    |                           |
| Año                | Lugar                | Medalla            | Prueba                    |
| 2011               | Plovdiv (Bulgaria)   | Medalla de oro     | Cuatro sin timonel ligero |